# Uradel
Uradel är en modern klassifikation av de adelsätter som räknar sitt adelskap till tiden innan adelskap förlänades med sköldebrev. Begreppet användes först om tysk adel, där skiljelinjen drogs vid cirka 1350. I Skandinavien utfärdades de första kända sköldebreven runt år 1420. Eftersom begreppet är rent beskrivande kan det definieras på olika sätt; det svenska riddarhuset kallar flera ätter först belagda under 1500-talet för uradel.